# Broerdijk
Broerdijk is een buurtschap en een dijk in de gemeente Medemblik, in de Nederlandse provincie Noord-Holland. Lokaal wordt de plaats ook wel de Boerdìk genoemd.
Tot 1 januari 1979 behoorde de plaats tot de gemeente Midwoud. Van 1979 tot 2007 behoorde het tot de gemeente Noorder-Koggenland, waarin de gemeente Midwoud was opgegaan. Broerdijk is ten noorden gelegen van Midwoud en ten westen van het dorp Oostwoud. Broerdijk valt formeel deels onder Midwoud en deels onder Oostwoud.
Bij Broerdijk zou oorspronkelijk het dorp Midwoud hebben gelegen. Die plaats "verhuisde" naar de huidige plek tijdens de Gouden Eeuw, omdat die plek gunstiger lag ten opzichte van de toen belangrijke vaarwaters. De kerk van het oude Midwoud was in 16e eeuw al verbrand. Bij het ontstaan van de gemeenten in de 19e eeuw viel de Broerdijk onder drie gemeenten: die van Midwoud, Oostwoud en Twisk. Tegenwoordig is die oude deling nog zichtbaar door de drie verschillende postcodes. In het westelijke gedeelte ligt net ten noorden van de dijk en buurtschap het Bennemeer, een polder en buurtschap, die formeel onder Twisk valt.
De hoofdkern van Broerdijk is gelegen bij en in de knik bij Oostwoud. Dit gedeelte werd vroeger ook wel oostelijk Broerdijk genoemd. Sinds 2003 wordt dit gedeelte ook werkelijk Broerdijk Oost genoemd, dat niet officieel een aparte plaats is geworden maar om het verkeersprobleem (te zware voertuigen en hoge snelheid) daarbij beter te kunnen aankaarten bij de gemeente omdat deze soms niet eens wist waar het probleem precies lag. Hiervoor is ook een eigen plaatsnaambord neergezet door de bewoners. Ook hebben deze buurtbewoners een eigen website opgezet.
De rest van de bewoning bevindt zich aan beide kanten van de dijken die van elkaar wordt gescheiden door de spoorlijn van Medemblik-Hoorn, die tegenwoordig wordt gebruikt als een museumlijn. In het Oostwoudse gedeelte van de Broerdijk was vroeger ook een treinstation gevestigd, dit was het treinstation Midwoud-Oostwoud. Het station werd geopend op 3 november 1887 en officieel gesloten op 5 januari 1941. Het stationsgebouw was een laag langwerpig gebouw.
Ongeveer halverwege de dijk staat er een weidemolentje. Deze kleine bruin/zwarte molen stamt uit omstreeks 1880. Het is tegenwoordig een beschermd monument. Broerdijk kende vroeger ook nog een grote molen. Deze molen was er neergezet door de toen nog maar net opgerichte lokale landbouw-coöperatie. De molen werd echter in de jaren 1940 gesloopt.
In Broerdijk is het regionale en ook landelijke bekende Wildopvang De Bonte Piet gevestigd. Lang was de Stichting Amsterdamse Navigatie Instituut gevestigd in Broerdijk, tegenwoordig is die gevestigd in Oudesluis.
Stad: Medemblik

Dorpen: Abbekerk · Andijk · Benningbroek · Hauwert · Lambertschaag · Midwoud · Nibbixwoud · Onderdijk · Oostwoud · Opperdoes · Sijbekarspel · Twisk · Wadway (deels) · Wervershoof · Wognum · Zwaagdijk (Zwaagdijk-Oost en Zwaagdijk-West)

Buurtschappen: Bangert · Bennemeer · Broerdijk · De Buurt · Het Hoogeland · Kerkbuurt · Koppershorn · Lekermeer · Munnikij · 't Slot · Veldhuis · Het Westeinde · Wijzend · Zomerdijk

Noord-Holland: Steden en dorpen in Noord-Holland      Nederland: Provincies · Gemeenten